# Вокзальна (станція метро, Дніпро)
«Вокза́льна» — станція Центрально-Заводської лінії Дніпровського метрополітену. Наразі кінцева станція лінії Дніпровського метрополітену, сусідня станція — «Метробудівників».
Відкрита 29 грудня 1995 року в першій черзі побудови метрополітену в місті Дніпро.
Станція має три виходи на Вокзальну площу. Станція названа так, оскільки розташована біля головного залізничного вокзалу Дніпра, на Вокзальній площі. За квартал від станції розташований центральний автовокзал міста і будівля управління Комунального підприємства "Дніпровський метрополітен" Дніпровської міської ради.
Тип станції — колонна трисклепінна глибокого закладення. Довжина посадкових платформ — 102 м.
Режим роботи — 05:35—23:00.
Мобільне покриття відсутнє.
На станції працює безкоштовний Wi-Fi-інтернет.
Колійний розвиток — 3-стрілочний оборотний тупик наприкінці лінії.
Триває будівництво лінії у напрямку станції «Музейна».

## Фотогалерея

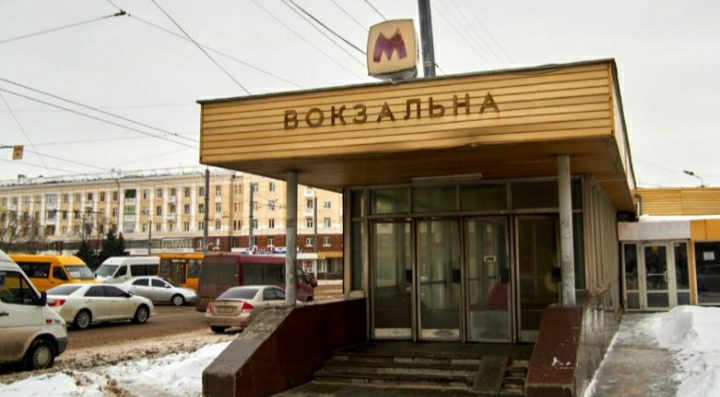
Вхід на станцію
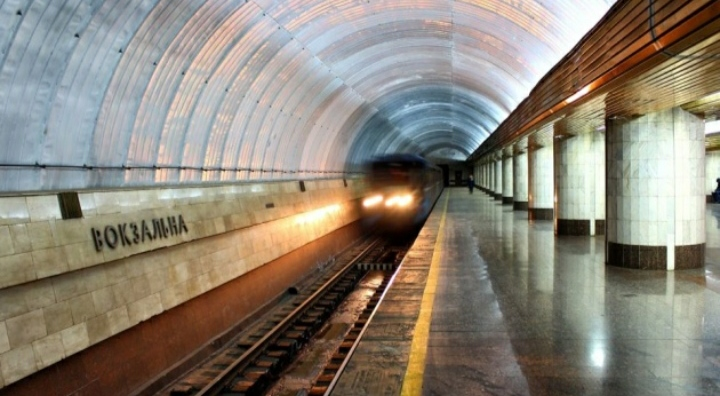
Прибуття поїзда на станцію
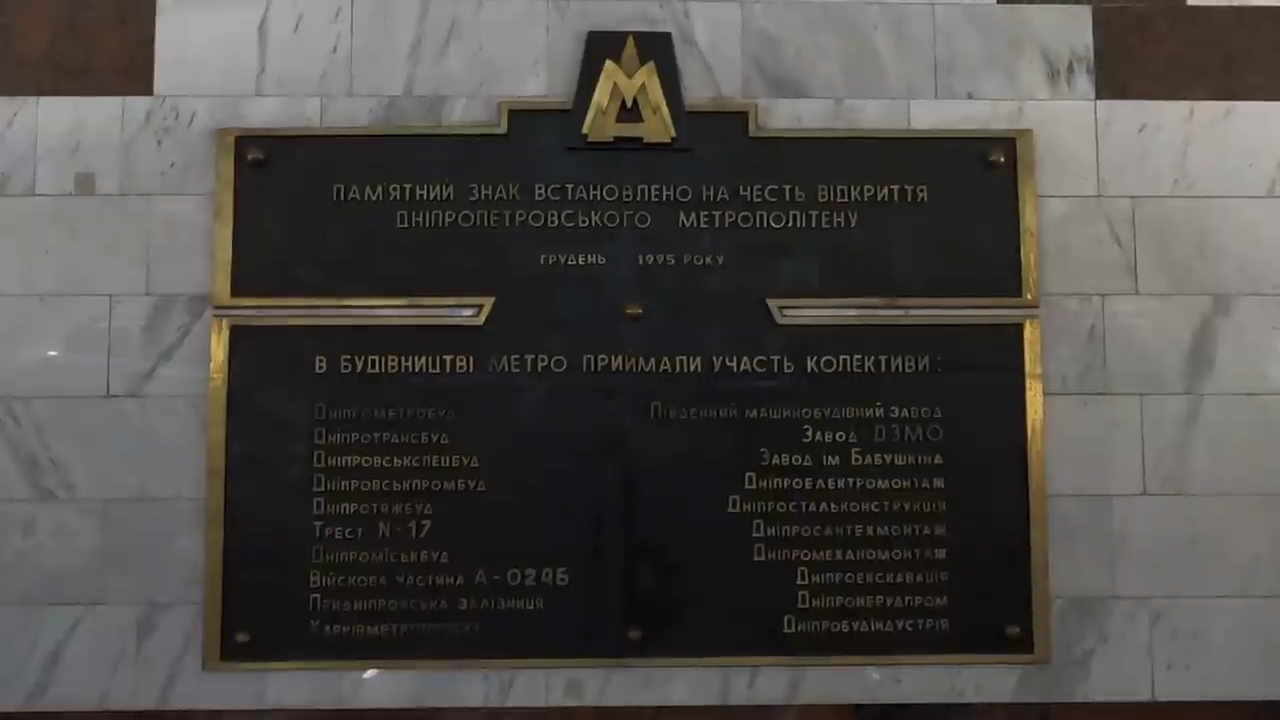
Пам'ятна дошка, що встановлена на торці станції